# Atelerix
El Atelerix es un género de mamíferos erinaceomorfos de la familia Erinaceidae que contienen cinco especies de erizos, todas originarias del continente africano.

## Especies
Se reconocen las siguientes especies:
- Erizo de vientre blanco (Atelerix albiventris)
- Erizo moruno (Atelerix algirus), presente en el norte de África y algunos lugares del sur de Europa.
- Erizo sudafricano (Atelerix frontalis)
- Erizo somalí (Atelerix sclateri)